# Rudi Gutendorf
Rudi Gutendorf, właśc. Rudolf Gutendorf (ur. 30 sierpnia 1926 w Koblencji, zm. 13 września 2019) – niemiecki piłkarz, grający na pozycji napastnika, trener piłkarski.

## Kariera piłkarska

### Kariera klubowa
W 1944 rozpoczął karierę piłkarską w miejscowym klubie TuS Koblenz, w którym występował do zakończenia kariery w 1953.

## Kariera trenerska
Po zakończeniu kariery zawodniczej przeszedł szkolenie na kursach trenerskich Seppa Herbergera i otrzymał w 1954 licencję trenerską. W 1955 prowadził Blue Stars Zurych. Potem pracował w klubach FC Luzern, US Monastir, VfB Stuttgart i Saint Louis Stars. W 1968 po raz pierwszy objął stanowisko głównego trenera reprezentacji Bermudów. Jest rekordzistą w prowadzeniu narodowych reprezentacji. W swojej karierze trenerskiej prowadził narodowe reprezentacji 21 krajów: Chile, Boliwii, Wenezueli, Trynidadu i Tobago, Grenady, Antigui i Barbudy, Botswany, Australii, Nowej Kaledonii, Fidżi, Nepalu, Tonga, Tanzanii, Wysp Świętego Tomasza i Książęcej, Ghany, Chin, Zimbabwe, Mauritiusa, Rwandy, Samoa. W swojej karierze trenował także młodzieżową reprezentację Iranu. Również pracował z takimi klubami jak FC Schalke 04, Kickers Offenbach, Club Sporting Cristal, TSV 1860 Monachium, Real Valladolid, SC Fortuna Kolonia, Hamburger SV, Hertha BSC i Yomiuri SC.